# Dél-Korea közlekedése
Dél-Korea közlekedését kiterjedt vasútrendszer, autópályák, buszhálózat, kompszolgáltatás és légi utak szolgálják ki. Dél-Korea a világban a harmadik ország, ahol lebegő mágnes vasút üzemel.

## Története
A modern infrastruktúra fejlődése az 1962-1966-ig tartó első 5 éves fejlesztési tervvel kezdődött el. Ez magában foglalta 275 km hosszúságú vasút építését, és néhány kisebb autópálya projektet. A Kjongbu (Gyeongbu) autópálya autópálya építését, ami két jelentősebb várost, Szöult és Puszant (Busant) köti össze, 1970. július 7-én fejezték be.
Az 1970-es években nagyobb beruházásokat fordítottak az infrastruktúrára. Az 1972-1976-ig tartó harmadik 5 éves fejlesztési terv alatt épültek repülőterek és kikötők, Phohangban (Pohangban), Ulszanban (Ulsanban), Maszanban (Masanban), Incshonban (Incheonban), és Puszanban (Busanban). Valamint ekkor épült ki Szöul metró rendszere is.
A vasutakat az 1980-as években kezdték fejleszteni. Természetesen nem csak a teherszállítás, hanem a tömegközlekedés szempontjából is lényeges haladás volt fejlesztésük. 1988-ban már 51 000 km hosszúságú vasúton közlekedhettek vonatok. Még az évszázad vége előtt meghosszabbították az autópályákat. Így elérték, hogy több nagyobb várost kössenek össze, 1539 km-en.

## Közúti közlekedés

### Története
A Koreai közlekedés már a Három királyság korszaka alatt elindult. A Csoszon (Joseon) korszakban Szöulból, mint a közlekedés központjából hat megyére terjesztették ki. Az 1900-as évek elején a régi utakat újakra cserélték. 1911-ben autókat hozattak az országba, 1912-ben pedig már taxival, és busszal is lehetett közlekedni. 1928-ban megjelentek a teherautók is. Az 1970-es években a Kjongbu (Gyeongbu) autópálya építésével együtt megjelentek az expressz buszok. Innentől kezdve, szerte az országban autópálya építések indultak meg. Ennek köszönhetően Dél-Korea úti közlekedése rohamos fejlődésnek indult. Ma már majdnem minden városon belül és városok közötti viszonylatban is igen fontos közlekedési eszközként használják az emberek a különböző autóbuszokat.

### Autóbusz

#### Távolsági buszok
Mérettől függetlenül, minden koreai városnak van buszszolgáltatása. Típusuk alapján megkülönböztetik az express (koszok (gosok), 고속) és az intercity (siö (shioe), 시외) buszokat. A koszok (gosok) buszok nagyobb távolságot tesznek meg, kevesebb megállóhellyel. A siö (shioe) buszok rövidebb távolságot, lassabban járnak be, több megállóhellyel. Az 1980-as években, a dél-koreai autópálya rendszer gyors fejlődésének, és kiterjesztésének köszönhetően indult fejlődésnek a távolsági buszok hálózata is. 1988-ban, tíz busztársaság működött, körül-belül 900 járművel, amik Korea főbb városait kötötték össze.

#### Helyi járatok
A városokon belül általában két típus közlekedik: ülő típusú (csvaszok (jwaseok), 좌석) és város típusú (tosihjong (doshihyeong), 도시형), másnéven álló típusú (ipszok (ipseok), 입석) buszok. Mind a kettő azonos utat jár be, azonos gyakorissággal és a megállók száma is nagyjából azonos. Különbség, hogy a csvaszok (jwaseok) buszok drágábbak és kényelmesebbek. Nincs állóhely, mert nem megengedett, ezért helyjegyet kell váltani. A tosihjong (doshihyeong) buszok olcsóbbak, az ülőhelyek száma kevesebb, és kevésbé kényelmesebbek. Sok városból azonban hiányoznak a csvaszok (jwaseok) típusú buszok. Ezekben a városokban a vidéki (nongocshon (nongeochon), 농어촌) buszok közlekednek.

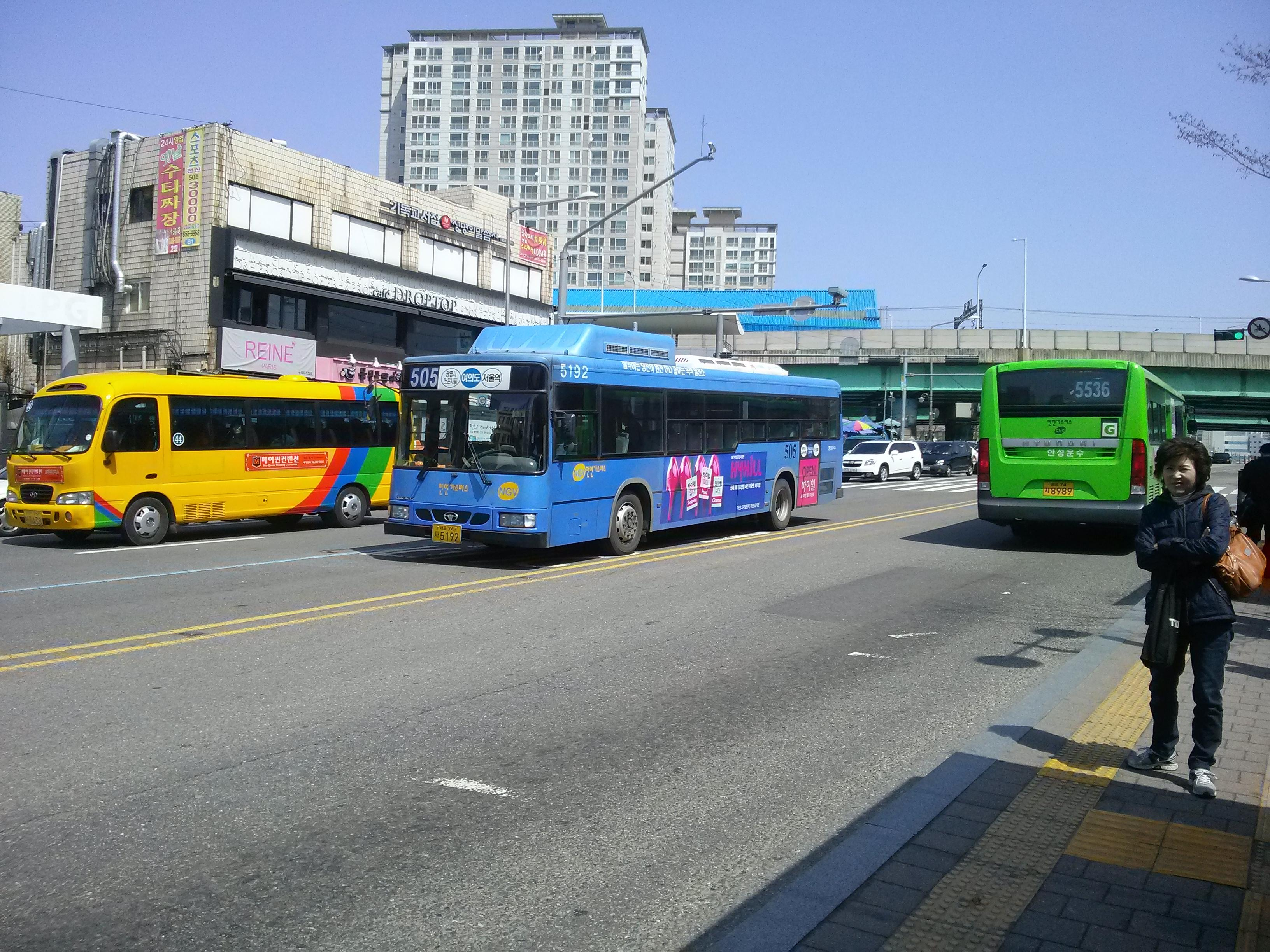
Szöuli buszok

#### Más szolgáltatások
Közlekednek szerte az országban az Incshoni (Incheoni) repteret kiszolgáló buszok, reptéri buszok is. Ezeken kívül, más intézmények, például templomok, óvodák, iskolák működtethetnek külön járatokat. Az 1990-es évek elején áruházak is üzemeltethettek saját járatot, de ezeket a kormány 2001-ben megszüntette.

### Taxi
Dél-Korea közlekedésében fontos szerepet játszik a taxi szolgáltatás, mivel megfizethetőek az árak. Az alábbi típusai közlekednek:
- Általános, standard (ilban, 일반) taxi – 2800 – 3000 von (won) (kb. 700 – 800 Ft).
- Luxus (mobom, 모범) taxi,ami több szolgáltatást kínál, mint az általános taxi – 3200 - 5000 von (won) (kb. 1000 Ft körül).
- Nagyméretű, úgy nevezett Jumbo taxi – 6 – 10 fő utazhat, 3200 – 5000 von (won).[4]
- Kakao taxi – Egyre népszerűbb a koreaiak és a külföldiek körében is. Hasonló az Uberhez, applikáción keresztül lehet megrendelni az autót.[5]
- Nemzetközi taxi (International taxi), csak a turistáknak fenntartva, tolmácsszolgáltatással.

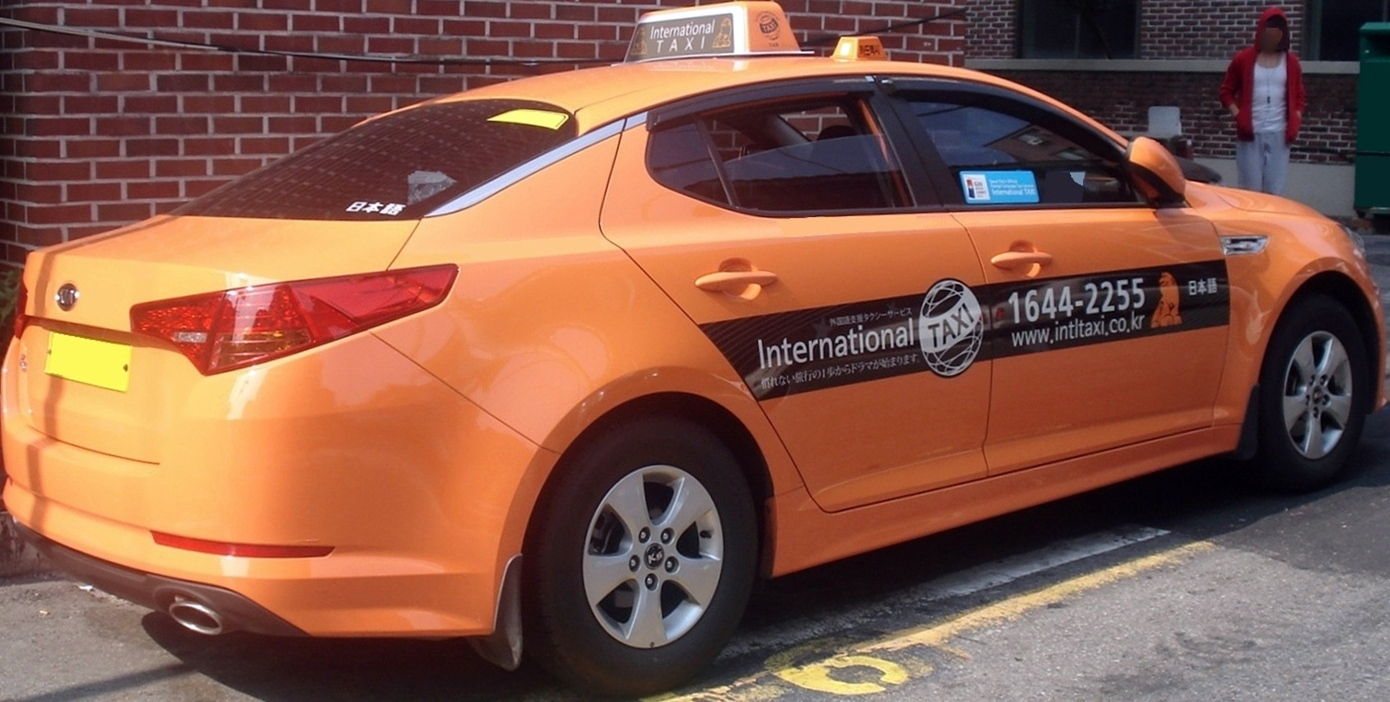
Nemzetközi taxi Szöulban

A díjat a taxi típusa és a megtett út alapján számítják a városokban. Vidéken előfordul, hogy az út előtt kell megállapodni a fizetendő összegben. Fizetni lehet készpénzzel, kártyával, vagy T-Money-val.
Némelyik járművön a Free Interpretation felirat látható. Mobil telefon segítségével ingyenesen igényelhető tolmácsszolgáltatást kínálnak angolul, japánul és kínaiul.
Az országban nem jellemzőek az illegális taxik. A legális járművek rendszáma 30-as számokkal kezdődik, így lehet ellenőrizni a hitelességüket.

### T-Money
A T-Money egy elektronikus pénztárca, amit már országszerte használnak. 2004-ben vezették be, és használható járműveken, múzeumokban, boltokban és automatáknál. 2009-ben naponta kb. 30 millió vont (wont) fizettek ki a T-Money-val a közlekedési járműveken. A kártyát használva kedvezményesen lehet igénybe venni a tömegközlekedést. Megvásárolható bármelyik boltban.

### Autóval
Dél-Koreában jobb oldali közlekedés van. A vezetéshez szükség van nemzetközi vezetői engedélyre. Az utak jó állapotban vannak, a feliratokat pedig nem csak koreaiul írják ki, hanem angolul is. Az autóbérlés 54 400 von (won)/nap-nál kezdődik. Szöulban azonban, nem javasolt autóba ülni a sok forgalmi dugó miatt. A sofőrök pedig hajlamosak nem betartani a közlekedési szabályokat. Ezért választják inkább a koreaiak is a metrót az autók helyett.

### Autópályák
Két nagyobb típusa létezik az autópályáknak: expressz autópályák és nemzeti autópályákat. A nemzeti szint alatt még tovább csoportosítanak. Majdnem minden expressz autópálya fizetős, és a Korea Expressway Corporation (KEC) építteti és tartja fent az utakat. A díjat elektronikusan kell fizetni. A KEC működteti az útszéli pihenőket is.
De nem csak állami, hanem magán utakat is igénybe lehet venni. Ezeket az utakat magán cégek építtették az állam engedélyével.
1998-ban az úthálózat teljes hossza 86 989 km volt. Ebből 1996 km volt expressz út, és 12 447 volt nemzeti út. Az expressz utak hossza 2009-re elérte a kb. 3000 km-t.

## Vasúti közlekedés
Dél-Koreának kiváló vasút hálózata van, ami megkönnyíti és kényelmessé teszi az utazást. Az első vasút rendszert 1899-ben építették ki Szöul és Incshon (Incheon) között. A koreai háború alatt számos vonal megrongálódott, amit később újjáépítettek. Ma a vasút az elsőszámú közlekedési eszköz, amit a koreaiak használnak.

### Vasútvonalak
A vasutak teljes hosszúsága 3460 km. Az 1963-ban alapított Koreai Nemzeti Vasútvállalat (KNR) üzemeltette. A KNR 2005-ben kettévált a Korail és Koreai Vasúthálózati Hatóság (KR) társaságokra. A Korail a fővonalakat üzemelteti.
A KTX 2004 óta működik. A vasút a 300 km/h-s sebességet is el tudja érni. A Szöul - Puszan (Busan) távolságot 2 óra és 10 perc alatt teszi meg. Két vonala van: A Kjongbu vonal (Gyeongbu vonal) (경부) és a Honam(호남)

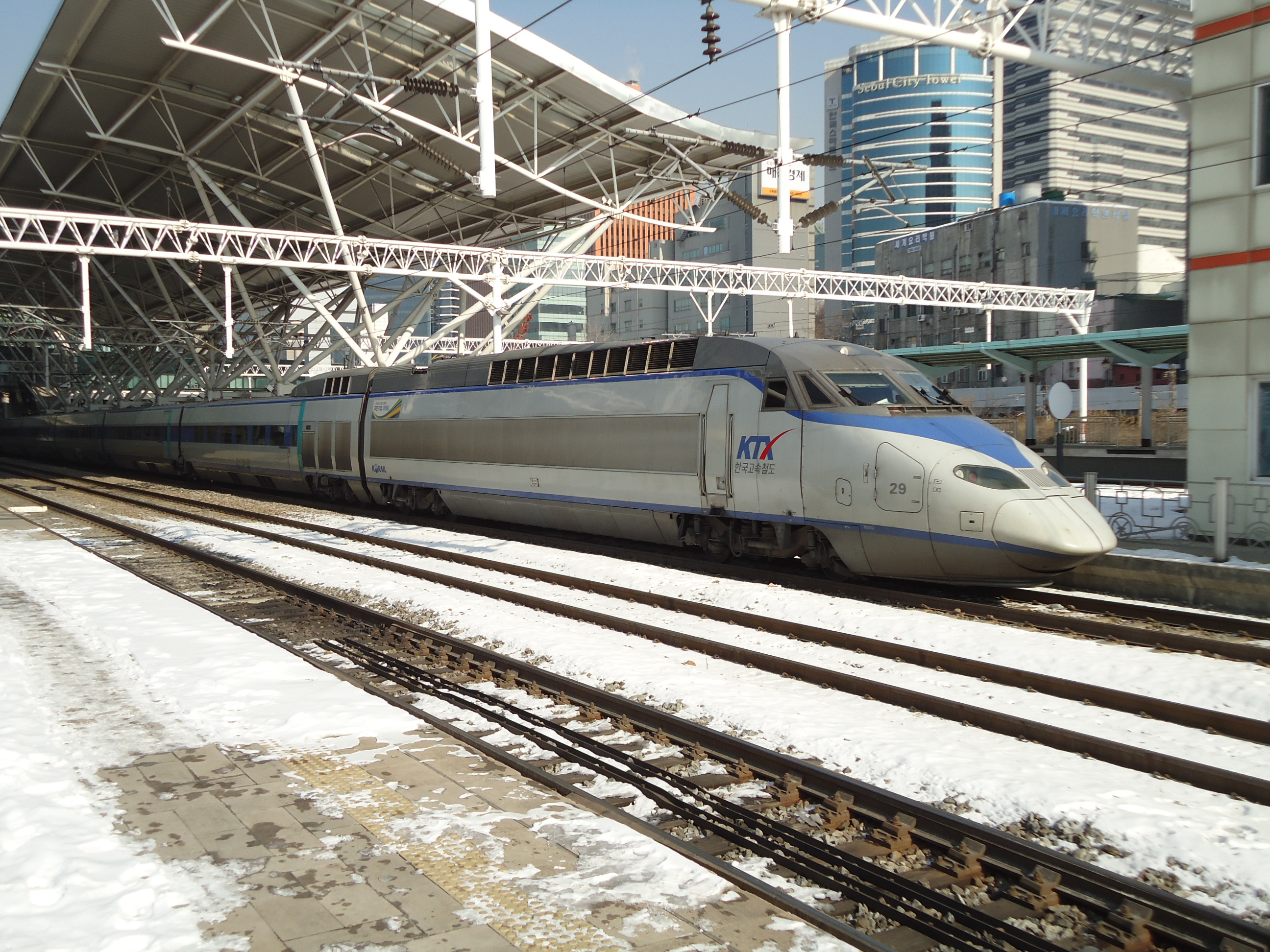
KTX vonat a Szöul állomáson

- A szemaul-ho (saemaeul-ho) (새마을호) típusnak van a legkevesebb megállója, és a legkényelmesebb ülőhelyei.
- A mugunghva-ho (mugunghwa-ho) (무궁화호) típusú vonat a legnépszerűbb. A legtöbb helyen megáll, és kapható helyjegy is.[3][8]
- Az ingajárat (thonggun jolcsha (tonggeun yeolcha), 통근 열차) a leglassabb, és legolcsóbb a négy közül. Minden megállóhelyen megáll, és nincs helyjegyfoglalás.[2]

### Vasútvonal Észak és Dél-Korea között
Korea felosztásáig a Kjongi (Gyeongi) vonal és a Kjongvon (Gyeongwon) vonal elért egészen Észak-Koreáig. A Kjongi (Gyeongi) vonal összekötötte Szöult Keszonggal (Kaesonggal), Phenjannal (Pyeongyanggal), és Sinidzsuval (Shinuijuval) a kínai határnál, míg a Kjongvon (Gyeongwon) vonal elérte Vonszant (Wonsant) a keleti parton. Egy másik vonal, a Kumgang-san vonal pedig összekötötte a déli Cshorvont (Cheorwont) a Kumgang heggyel északon. A két ország kormánya újra össze akarja kötni a Kjongi (Gyeongi) vonalat és a Tonghe Pukbu vonalat (Donghae Bukbu vonalat). 2007. május 17-én teszt vonatokat küldtek a két vonalon. Egyet nyugaton, Munszantól (Munsantól) Keszongig (Kaesongig), egyet pedig keleten, Csedzsintől (Jejintől) Kumgangig.

### Metró
Az első metró vonalat 1968-ban adták át. Hat városban van kiépítve metrórendszer. Ezek Szöul, Puszan (Busan), Tegu (Daegu) , Incshon (Incheon), Kvangdzsuban (Gwangjuban) és Tedzsonban (Daejeonban). Szöul metrórendszere a legrégebbi az országban, 1974-ben adták át. 2007-ben már 8 vonal működött. Jelenleg pedig 23 metróvonal üzemel. Gyakran választják az emberek a metrót az autók helyett, mert kényelmesebb és így elkerülhetik a közlekedési dugókat.
A Szöuli 1-es és 2-es vonal a régi villamosvonalakat követi.

### Villamos
Az első villamos vonalat Szöulban, 1898 decemberében indították el Szodemun (Seodaemun) és Cshongnyangni (Cheongnyangni) között. Később a hálózatot kibővítették az egész belvárosra, és a környező kerületekre.
A hálózat a csúcspontot 1941-ben érte el, majd a fejlődés 1968-ban abbamaradt az autó és metró rendszer kiépítése érdekében. Ma már alig használnak villamost.

## Vízi közlekedés
Dél-Korea rendelkezik a világ legnagyobb hajóépítő iparával, kiterjedt komprendszerével, valamint kereskedő flottájával, ami Kínát, Japánt, és a Közel-Keletet is kiszolgálja. Teszik ezt 1609 km navigálható vízi úton.
Az ország déli és nyugati partjai kis szigetekkel vannak körül véve, amik kompokon közelíthetőek meg. Így a legnagyobb szigetek, Csedzsu és Ullung (Ulleung) szigete is. De komppal megközelíthető Incshon (Incheon), Mokpo, Phohang (Pohang), Puszan, illetve Kína és Japán is.
Az ország nagyobb kikötői: Incshon (Incheon), Mokpo, Phohang (Pohang), Puszan (Busan), Ulszan (Ulsan), Joszu (Yeosu), Csedzsu (Jeju).

## Légi közlekedés

### Története
A Korean Airt 1962-ben alapította a kormány, és 1988-ig az egyetlen légitársasága volt Dél-Koreának. A társaság indít járatokat Japánba, az Egyesült Államokba, Kanadába, Franciaországba, Svájcba, Németországba, és számos ázsiai országba. A második légitársaságot, az Asiana Airlines-t 1988-ban alapították, és három városba indított járatokat. A növekvő forgalomra való tekintettel 2001-ben megnyitották az Incshoni (Incheoni) nemzetközi repülőteret. 2004-ben a két légitársaság heti kb. 1700 járatot üzemeltetett, 95 városba. A szállított csomag mennyiséggel a világon az ötödik, a szállított utas mennyiséggel pedig a tizenkettedik volt a rangsorban.
Dél-Koreát tehát két nagyobb légitársaság, a Korean Air és az Asiana Airlines szolgálja ki. Két kisebb társaság, a Hansung Airlines és a Jeju Air olcsóbb jegyeket kínál az útjaikra.

### Repülőterek
- Kimpho (Gimpo) (Szöul): Belföldi járatokat, és néhány nemzetközi járatot indít.
- Incshoni nemzetközi repülőtér (Szöul): Itt bonyolítják le a legtöbb nemzetközi utat. A repülőtér Szöul és Incshon (Incheon) között található.[2] 2006 és 2010 között a világ legjobb repterei között tartották számon. A Skytrax-tól is 5 csillagot kapott. Ameddig az utasok várakoznak, élvezhetik a reptér szolgáltatásait: gyógyfürdőt, pihenőhelységeket, korcsolyapályát, kaszinót, és a Koreai Kultúra Múzeumát.[10]
- További repterek: Kimhe (Gimhae) (Puszan (Busan)), Csedzsu (Jeju), Cshongdzsu (Cheongju), Jangjang (Yangyang).

Dél-Koreában 1999-ben már 103 repülőtér működött.

## Tervezett fejlesztések
Dél-Korea és Csedzsu-sziget között egy tenger alatti vasúti alagutat terveznek.

## Fordítás
- Ez a szócikk részben vagy egészben  a   Transport in South Korea című angol Wikipédia-szócikk fordításán alapul.  Az eredeti cikk szerkesztőit annak laptörténete sorolja fel. Ez a jelzés csupán a megfogalmazás eredetét és a szerzői jogokat jelzi, nem szolgál a cikkben szereplő információk forrásmegjelöléseként.

## További Információk
- Study in Korea (koreai) Archiválva 2019. május 5-i dátummal a Wayback Machine-ben
- Korea Pass (angol-japán)
- Korean Transportation System (angol) Archiválva 2019. május 5-i dátummal a Wayback Machine-ben